# Aulacophora palliata
Aulacophora palliata es un coleóptero de la familia Chrysomelidae.
Fue descrita científicamente por primera vez en 1783 por Schaller.